# 항문꼬리신경
항문꼬리신경(anococcygeal nerve), 또는 항문미골신경은 꼬리뼈 위의 피부에 감각 신경으로서 분포하는 골반의 신경이다.

## 구조
항문꼬리신경은 꼬리신경얼기에서 발생한다. 이후 엉치결절인대를 관통하여 꼬리뼈와 엉치꼬리관절 부위의 피부를 지배한다.

## 같이 보기
- 꼬리뼈
- 엉치신경얼기

## 참고 문헌
이 문서는 현재 퍼블릭 도메인에 속하는 그레이 해부학 제20판(1918) page 968의 내용을 기초로 작성된 글이 포함되어 있습니다.
1. ↑  Jang, HS; Cho, KH; Chang, H; Jin, ZW; Rodriguez-Vazquez, JF; Murakami, G (2015). “The Filum Terminale Revisited: A Histological Study in Human Fetuses”. 《Pediatric Neurosurgery》 51 (1): 9–19. doi:10.1159/000439284. PMID 26595116.
2. ↑  〈Chapter 49 - Anatomy of the Coccygeal Plexus〉, 《Nerves and Nerve Injuries》 (영어), Academic Press, 659-661쪽